# Lavalette (Hérault)
Lavalette település Franciaországban, Hérault megyében. Lakosainak száma 55 fő (2022. január 1.). Lavalette Lodève, Octon, Olmet-et-Villecun, Le Puech és Lunas-les-Châteaux községekkel határos.

## Népesség
A település népességének változása:
| Lakosok száma | 24   | 40   | 34   | 47   | 61   | 61   | 62   | 57   | 54   | 55   |
|               | 1968 | 1982 | 1990 | 2006 | 2013 | 2015 | 2017 | 2019 | 2020 | 2022 |